# Clorofil·la a
La Clorofil·la a és una forma específica de clorofil·la usada en la fotosíntesi oxigènica. Absorbeix la major part de l'energia de les longituds d'ona de la llum blau-violeta i vermell-taronja. Aquest pigment fotosintètic, que és el més comú, és essencial per la fotosíntesi en els eucariotes, cianobacteris i procloròfits pel seu paper com donador d'electrons principal en la cadena de transport d'electrons
La clorofil·la a es troba sempre vinculada al centre actiu dels complexos moleculars, anomenats fotosistemes, que absorbeixen la llum durant la fotosíntesi, difereix de la clorofil·la b pel fet que el radical de la posició 3 del grup tetrapirrólic és -CH3 (metil) en lloc de -CHO (grup funcional aldehid).
La clorofil·la a és un bon indicador de la biomassa d'organismes fotosintètics presents en els medis aquàtics i del fitoplàncton en concret, a més d'indicar l'estat tròfic (eutrofització) del medi.
La clorofil·la a també transfereix energia de ressonància en el complex d'antena, que acaba en un centre de reacció on les clorofil·les específiques P680 i P700 es localitzen.

## Distribució
La clorofil·la a és essencial per la majoria dels organismes fotosintètics per alliberar energia química però no és l'únic pigment que es pot fer servir en la fotosíntesi. Tots els organismes fotosintètics oxigènics fan servir la clorofil·la a, però difereixen en els pigments auxiliars com la clorofil·la b i la clorofil·la c.